# Agència Internacional de l'Energia
L'Agència Internacional de l'Energia (AIE; en anglès: International Energy Agency o IEA, en francès: Agence internationale de l'énergie) és una organització intergovernamental autònoma establerta a París en el marc de l'Organització per a la Cooperació i el Desenvolupament Econòmic (OCDE), el 1974 arran de la crisi del petroli de 1973. L'AIE es va dedicar inicialment a respondre a les interrupcions físiques en el subministrament de petroli, a més de servir com a font d'informació amb estadístiques sobre el mercat internacional del petroli i altres sectors energètics.
L'AIE actua com un assessor polític als seus estats membres, però també treballa amb països tercers, especialment amb la Xina, Índia i Rússia. El mandat de l'Organisme s'ha ampliat per centrar-se en tres camps d'una política energètica sòlida: seguretat energètica, desenvolupament econòmic i protecció del medi ambient. Aquest últim s'ha centrat a mitigar el canvi climàtic. L'AIE té un ampli paper en la promoció de fonts d'energia alternatives (incloses les energies renovables), les polítiques energètiques racionals, i la tecnologia de l'energia la cooperació multinacional.
Els països membres de l'AIE estan obligats a mantenir uns nivells totals de reserves de petroli equivalents a almenys 90 dies d'importacions netes de l'any anterior. El juliol de 2009, els països membres de l'AIE tenien unes reserves combinades de gairebé 4.300.000.000 barrils (680 milions de m3) de petroli, i produeixen 14 milions de tones equivalents de petroli, de les quals 3,77 son de carbó, 4,47 de petroli, i 3,16 de gas natural.
L'11 de març de 2011, l'exministra neerlandesa d'Afers Econòmics, Maria van der Hoeven, va ser elegida directora executiva funció que exercir fins al 31 d'agost de 2015, quan Fatih Birol la va succeir. Així l'1 de setembre de 2011, va substituir l'anterior, Nobuo Tanaka. El director executiu adjunt és Paul E. Simons.

## Estats membres
Només els Estats membres de l'Organització per a la Cooperació i el Desenvolupament Econòmic (OCDE) poden ser membres de l'AIE, però en són excepcions: Xile, Estònia, Islàndia, Israel, Mèxic i Eslovènia, tots els altres estats membres de l'OCDE en són també de l'AIE. Així, hi ha 28 membres:
| Austràlia Àustria Bèlgica Canadà República Txeca Dinamarca Finlàndia França Alemanya Grècia Hongria Irlanda Itàlia Japó | Corea del Sud Luxemburg Països Baixos Nova Zelanda Noruega Polònia Portugal Eslovàquia Espanya Suècia Suïssa Turquia Regne Unit Estats Units |